# Görlitz
Görlitz (sorbisk Zhorjelc eller Zgórjelc), er den østligste by i Tyskland, beliggende ved den tysk-polske grænse ved floden Neisse. Görlitz er den vestlige del af en tidligere sammenhængende by, der før 2. verdenskrig var en af de vigtige østtyske byer. I dag tilhører den østlige del af byen, der ligger øst for Neisse-floden, Polen. Denne bydel blev efter polakkernes overtagelse efter 2. verdenskrig omdøbt til Zgorzelec.
Görlitz har i dag ca. 57.000 indbyggere, hvilket gør den til den sjettestørste by i delstaten Sachsen.
- Wikimedia Commons har flere filer relateret til Görlitz